# Newcastle (Wyoming)
Newcastle város az USA Wyoming államában, Weston megyében, melynek megyeszékhelye is. Lakosainak száma 3374 fő (2020. április 1.).

## Népesség
A település népességének változása:

| 2010 | 3 532 |
| 2020 | 3 374 |